# Mesura de Lebesgue
En matemàtiques, la mesura de Lebesgue, anomenada així en honor de Henri Lebesgue, és la forma estàndard d'assignar una longitud, àrea o volum a subconjunts d'un espai euclidià (és a dir, una mesura). Es fa servir en anàlisi real, en particular per a definir la integral de Lebesgue. Els conjunts als que es pot assignar un volum segons aquesta mesura es diuen Lebesgue mesurables i el valor d'aquesta mesura en el conjunt mesurable A es denota generalment per λ(A), m(A) o fins i tot ∣A∣. És possible que un conjunt tingui mesura de Lebesgue de valor ∞ però tot i això, si considerem cert l'axioma d'elecció no tots els subconjunts de ℝn són Lebesgue mesurables. El comportament estrany dels conjunts no mesurables dona lloc a afirmacions com la paradoxa de Banach-Tarski, una conseqüència de l'axioma d'elecció.
La mesura de Lebesgue es denota sovint com {\displaystyle \,dx}, però això no s'ha de confondre amb la forma de volum que és una noció diferent.

## Exemples
- Si A és un interval tancat [a, b], llavors la seva mesura de Lebesgue és la longitud b−a. L'interval obert (a, b) també té la mateixa mesura, ja que la diferència entre els dos conjunts és un nombre finit de punts, que té mesura zero.
- Si A és el producte cartesià dels intervals [a, b] i [c, d], és un rectangle i la seva mesura de Lebesgue és l'àrea (b−a)(d−c).
- En general,[Cal aclariment]
 els conjunts finits i els numerables són conjunts de mesura zero.
- El conjunt de Cantor és un exemple de conjunt no numerable amb mesura de Lebesgue zero.

## Propietats
La mesura de Lebesgue a ℝn té les següents propietats:
1. Si A és un producte cartesià d'intervals I1 × I₂ × ... × In, llavors A és Lebesgue mesurable i {\displaystyle \lambda (A)=|I_{1}|\cdot |I_{2}|\cdots |I_{n}|.} Aquí, |I| denota la longitud de l'interval I.
2. Si A és una unió disjunta d'una quantitat finita o numerable de conjunts Lebesgue-mesurables, llavors A mateix és Lebesgue mesurable i λ(A) és igual a la suma (o el límit de la Sèrie matemàtica) de les mesures dels conjunts mesurables corresponents.
3. Si A és Lebesgue mesurable, llavors també ho és el seu complementari.
4. λ(A) ≥ 0 per a tot conjunt Lebesgue mesurable A.
5. Si A i B són Lebesgue mesurables i A és un subconjunt de B, llavors λ(A) ≤ λ(B). (Una conseqüència de 2, 3 i 4.)
6. Les unions i les interseccions de conjunts Lebesgue mesurables són Lebesgue mesurables. (No és una conseqüència de 2 i 3, perquè una família de conjunts que és tancada sota el complement i la unió numerable disjunta no té per què ser tancada sota les unions numerables: {\displaystyle \{\emptyset ,\{1,2,3,4\},\{1,2\},\{3,4\},\{1,3\},\{2,4\}\}}.)
7. Si A és un subconjunt obert o tancat de ℝn (o també conjunt de Borel, vegeu espai mètric), llavors A és Lebesgue mesurable.
8. Si A és un conjunt Lebesgue mesurable, llavors és "aproximadament obert" i "aproximadament tancat" en el sentit de la mesura de Lebesgue (vegeu el teorema de la regularitat per a la mesura de Lebesgue).
9. La mesura de Lebesgue és al mateix temps localment finita i internament regular i, per tant, és una mesura de Radon.
10. La mesura de Lebesgue és estrictament positiva sobre conjunts oberts no buits i, per tant, el seu suport és tot ℝn.
11. Si A és un conjunt Lebesgue mesurable amb λ(A) = 0 (un conjunt nul), llavors cada subconjunt de A també és un conjunt nul. A fortiori, tot subconjunt de A és mesurable.
12. Si A és Lebesgue mesurable i x és un element de ℝn, llavors la translació de A per x, definida com A + x = {a + x : a ∈ A}, també és Lebesgue mesurable i té la mateixa mesura que A.
13. Si A és Lebesgue mesurable i {\displaystyle \delta >0}, llavors la dilatació de {\displaystyle A} per {\displaystyle \delta } definida per {\displaystyle \delta A=\{\delta x:x\in A\}} també és Lebesgue mesurable i te per mesura {\displaystyle \delta ^{n}\lambda \,(A)}.
14. De forma més general, si T és una transformació lineal i A és un subconjunt mesurable de ℝn, llavors T(A) també és Lebesgue mesurable i té per mesura {\displaystyle |\det(T)|\,\lambda \,(A)}.

L'anterior es pot resumir com segueix:
Els conjunts Lebesgue-mesurables formen una σ-àlgebra que inclou tots els productes d'intervals, i λ és l'única mesura completa invariant per translació en aquesta σ-àlgebra que compleix {\displaystyle \lambda ([0,1]\times [0,1]\times \cdots \times [0,1])=1.}
La mesura de Lebesgue té també la propietat de ser σ-finita.

## Conjunts de mesura nul·la
Un subconjunt de ℝn es diu de mesura nul·la si, per a tot ε > 0, es pot recobrir amb una quantiat numerable de productes de n intervals el volum total dels quals és menor que ε. Tots els conjunts numerables són conjunts nuls.
Si un subconjunt de ℝn té dimensió de Hausdorff més petita que n llavors és un conjunt nul respecte de la mesura de lebesgue n-dimensional. Aquí la dimensió de Hausdorff és respecte a la mètrica euclidiana sobre ℝn. Per altra banda un conjunt pot tenir dimensió topològica més petita que n i tenir mesura de Lebesgue n-dimensional positiva. Un exemple d'això és el conjunt de Smith-Volterra-Cantor que té dimensió topològica 0 tot i que té mesura de Lebesgue 1-dimensional positiva.
Per demostrar que un conjunt arbitrari A és Lebesgue mesurable, usualment s'intenta trobar un conjunt "més tractable" B la diferència simètrica del qual amb A (A − B) sigui un conjunt nul, i després es demostra que B es pot generar usant unions i interseccions numerables de conjunts oberts o tancats.

## Construcció de la mesura de Lebesgue
La construcció moderna de la mesura de Lebesgue, basada en mesures externes, és deguda a Constantin Carathéodory. El procés que segueix s'explica tot seguit:
Fixat {\displaystyle n\in \mathbb {N} }. Una caixa en ℝn és un conjunt de la forma {\displaystyle B=\prod _{i=1}^{n}[a_{i},b_{i}]}, on {\displaystyle b_{i}\geq a_{i}}. El volum {\displaystyle \operatorname {vol} (B)} d'aquesta caixa es defineix com {\displaystyle \prod _{i=1}^{n}(b_{i}-a_{i}).}
Per a qualsevol subconjunt A de ℝn, es pot definir la seva mesura externa {\displaystyle \lambda ^{*}(A)} per:
{\displaystyle \lambda ^{*}(A)=\inf {\Bigl \{}\sum _{j\in J}\operatorname {vol} (B_{j}):\{B_{j}:j\in J\}{\text{ és una col·lecció numerable de caixes, la unió de les quals cobreix }}A{\Bigr \}}.}
Llavors es defineix que el conjunt A és Lebesgue mesurable si 
{\displaystyle \lambda ^{*}(S)=\lambda ^{*}(A\cap S)+\lambda ^{*}(S-A)}
per a tots els conjunts {\displaystyle S\subset \mathbb {R} ^{n}}. Aquests conjunts Lebesgue mesurables formen una σ-àlgebra, i la mesura de Lebesgue es defineix com λ(A) = λ*(A) per a qualsevol conjunt Lebesgue mesurable A.
Segons el teorema de Vitali existeix un subconjunt dels nombres reals ℝ que no és Lebesgue mesurable. De fet hi ha una afirmació certa molt més forta: si A és un subconjunt de ℝn de mesura positiva, llavors A té subconjunts que no són Lebesgue mesurables.

## Relació amb altres mesures
La mesura de Borel coincideix amb la de Lebesgue en els conjunts per als quals està definida; tanmateix, hi ha molts més conjunts Lebesgue-mesurables que Borel-mesurables. La mesura de Borel és invariant per la translació però no és completa.
La mesura de Haar es pot definir en qualsevol grup topològic localment compacte, i és una generalització de la mesura de Lebesgue (ℝn amb la suma és un grup topològic localment compacte).
La mesura de Hausdorff (vegeu dimensió de Hausdorff és una generalització de la mesura de Lebesgue que és útil per mesurar els subconjunts de ℝn de dimensió inferior a n, com ara subvarietats, per exemple, superfícies o corbes en ℝ3, i conjunts fractals.
Es pot demostrar que no hi ha un anàleg en infinites dimensions de la mesura de Lebesgue.

## Història
Henri Lebesgue va descriure la seva mesura el 1901, seguida l'any següent per la seva descripció de la integral de Lebesgue. Ambdues van ser publicades com a part de la seva tesi el 1902.